# 麦氏铁爪鹀
，是雀形目铁爪鹀科的一种鸟类，原属于铁爪鹀属，现自成一属。
麦氏铁爪鹀体重约25.68克，翼长约90.3毫米，嘴峰长约13.7毫米，喙宽度约4.9毫米，喙厚度约7.4毫米，跗蹠长约18.6毫米，尾长约57.4毫米。麦氏铁爪鹀是候鸟，其栖息在开放的草原环境中，食性为草食性，主要食物来源是植物的干果或种子。
麦氏铁爪鹀在加拿大西部至美国西北部繁殖；在墨西哥西北部越冬。该物种是单型物种，没有亚种分化。